# Pycnostachys coerulea
Pycnostachys coerulea là một loài thực vật có hoa trong họ Hoa môi. Loài này được Hook. miêu tả khoa học đầu tiên năm 1826.